# Волшебная флейта
«Волшебная флейта» (нем. Die Zauberflöte МФА: [ˈdiː ˈt͡saʊ̯bɐˌfløːtə]о файле) (K.620) — опера-зингшпиль Моцарта в двух действиях на немецкое либретто Э. Шиканедера. Представлена в венском театре последнего за два месяца до смерти композитора. По данным ресурса Operabase за последние десятилетия, это самая репертуарная из всех опер на немецком языке.

## Сюжет и источники либретто
Сюжет, обработанный в духе популярных в то время народных феерий, полных экзотических чудес, Шиканедер почерпнул в сказке К. Виланда (1733—1812) «Лулу» из сборника фантастических поэм «Джиннистан, или Избранные сказки про фей и духов» (1786—1789), с дополнением из его же сказок «Лабиринт» и «Умные мальчуганы». В числе дополнительных источников также называют эпическую поэму «Оберон, царь волшебников», с дополнениями по либретто К. В. Хенслера из оперы «Праздник солнца у браминов» Венцеля Мюллера; драму «Тамос, царь египетский» Т. Ф. фон Геблера; роман «Сетос» Ж. Террасона (1731). Называют и работу Игнаца фон Борна, магистра масонской ложи «Zur Wahrheit» («К правде»), «О мистериях египтян» («Über die Mysterien der Ägypter»). Именно фон Борну, скончавшемуся незадолго до написания оперы, либретто и было посвящено.
После смерти Шиканедера на авторство либретто стал претендовать один из актёров театра «Ауф дер Виден» — масон Карл Людвиг Гизеке.

## Действующие лица
- Тамино, принц (тенор)
- Папагено, птицелов (баритон)
- Памина, дочь Царицы ночи (сопрано)
- Царица ночи (колоратурное сопрано)
- Зарастро, Верховный жрец Осириса и Исиды (бас-профундо)
- Папагена (сопрано)
- Моностатос, мавр (тенор)
- Старый жрец (бас)
- 3 дамы (два сопрано и контральто)
- 3 пажа (два сопрано, контральто)
- 2 вооружённых воина (тенор и бас)
- оратор посвящённых (бас)
- жрец (тенор)
- 3 жреца (разговорные роли)
- 3 раба (разговорные роли).

## Краткое содержание
Действие I. Принц Тамино заблудился в горах, спасаясь от огромной змеи-дракона. Три дамы, служительницы Царицы ночи, спасают его, убивая чудовище копьями. Очнувшийся принц видит птицелова Папагено, делающего вид, что спас принца именно он. Три дамы возмущены его бахвальством и наказывают, повесив на рот замок. Дамы сообщают принцу, что он спасён Царицей ночи, которая дарит ему портрет своей дочери Памины. Тамино влюбляется в портрет. По словам Царицы ночи, девушку похитил злой волшебник Зарастро. Принц отправляется спасать Памину. Царица даёт ему волшебную флейту, которая поможет одолеть зло. Папагено получает волшебные колокольчики и должен по велению Царицы помогать принцу. В сопровождении трёх мальчиков-гениев они отправляются в путь.

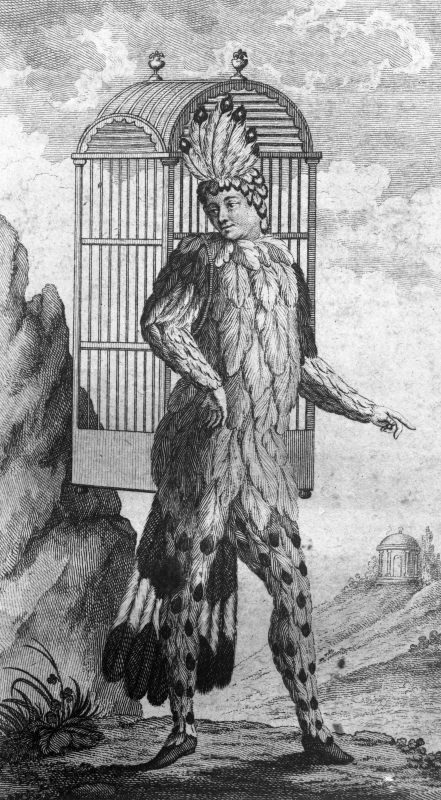
Эммануэль Шиканедер в роли Папагено

Мавр Моностатос, охранявший Памину в замке волшебника, похитил её. Папагено проникает в комнату, где спрятана девушка. Птицелов и мавр пугаются друг друга, мавр убегает. Папагено рассказывает Памине, что его послала мать и о влюбившемся в неё по портрету принце Тамино. Девушка согласна бежать, мавр бросается в погоню. Тамино в это время находится в священной роще с тремя храмами. Жрец рассказывает принцу, что его обманули: Зарастро на самом деле добрый волшебник, а не злой, и Памину он похитил по воле богов. Тамино начинает играть на флейте и слышит колокольчики на костюме Папагено. При звуках волшебной флейты мавр вынужден прекратить погоню. Зарастро обещает Памине помочь встретиться с Тамино. Появляется Моностатос, мешающий принцу. Тамино и Памина бросаются друг другу в объятья.
Действие II. Зарастро открывает жрецам, что Тамино послан стать защитником Храма Мудрости от Царицы ночи и в награду получит в жены Памину, для чего она и была похищена. Но принца ожидают испытания. Тем временем Моностатос снова преследует Памину. Но слышится голос Царицы ночи, и он убегает. Царица в отчаянии от того, что принц Тамино хочет посвятить себя служению храму, и просит дочь воздействовать на него. Та отказывается. Царица грозит отречься от дочери (ария Der Hölle Rache kocht in meinem Herzen), если та не убьёт волшебника, и даёт ей кинжал.
В храме принца и Папагено подвергают первому испытанию — молчанию. Памина думает, что принц её разлюбил. Второе испытание — разлука — Тамино говорят, что он должен проститься с Паминой навсегда. И он покидает её. А Папагено, не выдерживая испытание, получает свою Папагену, превратившуюся в хорошенькую девушку из старой ведьмы, которая уже встречалась ему в залах храма испытаний.
Памина хочет смерти, но три мальчика-гения успокаивают её. У принца последнее испытание: пройти сквозь огонь и воду. Появляется Памина, чтобы пойти вместе с ним. Волшебная флейта поможет им. Папагено же наказан, он потерял Папагену. Но три мальчика напоминают ему о волшебных колокольчиках, которые должны помочь вновь обрести возлюбленную. Последнюю попытку предпринимает Царица ночи: она обещает свою дочь Моностатосу, если тот вместе с тремя её фрейлинами поможет уничтожить храм. Но они поражаются громом и молниями, которые вызвал Зарастро. Наступает день, и исчезает власть Царицы. Рассеивается мрак, и восходит солнце. Жрецы славят доброту и разум Зарастро.

## Масонская символика в опере
И Моцарт, и автор либретто Шиканедер — оба были членами ордена «вольных каменщиков». В либретто сразу были замечены таинственность и мистическая символика, связанные с идеями и ритуалами общества масонов.

По одной из примитивных легенд, ранняя кончина Моцарта связана с тем, что его убили масоны, не простившие ему то, что он вывел (и таким образом высмеял) на сцене в «Волшебной флейте» масонские ритуалы. По словам других, Моцарт в «Волшебной флейте» масонство не высмеял, а воспел, и венская ложа сама выступила заказчиком этого произведения. На премьере оперы, состоявшейся 30 сентября 1791 года, часть ролей исполняли сами масоны (Э. Шиканедер — «Папагено», К. Л. Гизекэ — «первый раб» и пр.) 

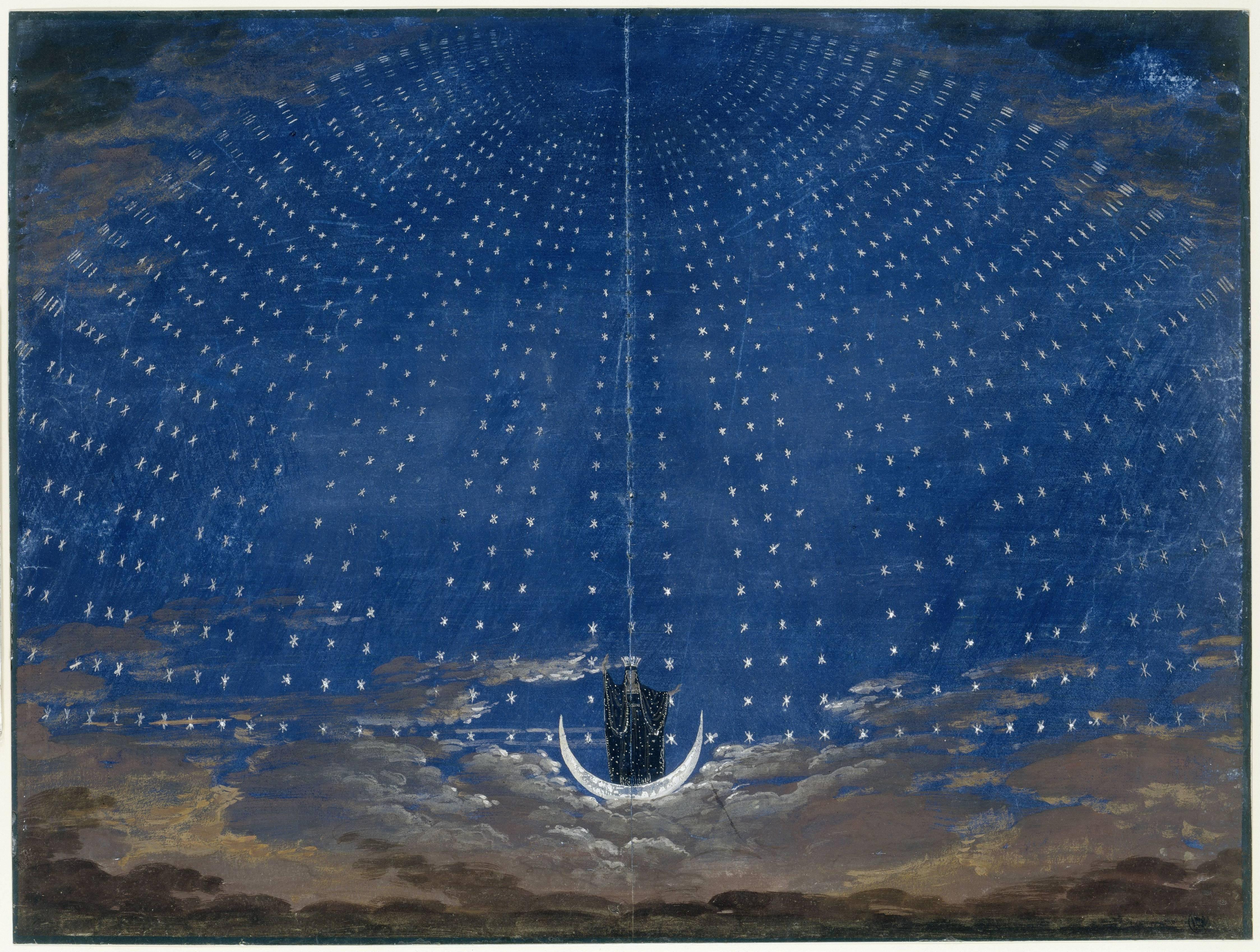
Декорация для сцены прибытия Царицы ночи (К. Ф. Шинкель, 1815)

Волшебник носит имя «Зарастро» — итальянизированная форма имени Зороастра, которого масоны почитают как древнего мудреца, философа, мага и астролога. Также, согласно поздним вавилонским легендам, дошедшим до нас в греческом изложении, Зороастр, по-видимому, был одним из первых каменщиков и строителем знаменитой Вавилонской башни — образ, особенно близкий «вольным каменщикам»-масонам.
В Египте этого персонажа связывали с культом Исиды и её супруга Осириса. В опере действие как раз разворачивается в Древнем Египте, на берегу Нила, в окружении пальмовых рощ, пирамид и храмов, посвящённых культу Исиды и Осириса.
Через всю оперу проходит символика числа три (три феи, три гения, три храма, три мальчика и т. д.). Три храма с выгравированными на стенах названиями символизируют на самом деле этическую триаду зороастрийской религии: благомыслие, благословие, благодеяние — эти слова обычно писали на стенах зороастрийских храмов. В них жрецы под верховенством мага Зарастро осуществляют богослужения Исиде и Осирису. Этот символ «3» есть и в музыке — тройной аккорд в увертюре повторяется три раза.
Основная тема оперы — выход из духовной тьмы в свет через посвящение — является ключевой идеей вольных каменщиков. Кроме того, налицо дуалистическое противоборство сил добра и сил зла, в котором, согласно зороастрийскому учению, силы добра одерживают окончательную победу, что не противоречит убеждениям вольных каменщиков. Силы зла олицетворяет Царица Ночи, силы добра и божественную мудрость — маг Зарастро.
Испытания, которые проходит принц в течение оперы, напоминают зороастрийские ордалии. Они, в свою очередь, весьма напоминают возникшие много позже многие элементы масонских испытаний и церемоний посвящения (испытание огнём и водой, изустные удостоверения в форме вопросов и ответов, использование ордальных труб в качестве музыкальных инструментов ордалии и так далее).
Одно из испытаний проходит внутри пирамиды; на фоне этих архитектурных сооружений разворачиваются и другие действия. Пирамида — традиционный масонский символ.

## Состав оркестра

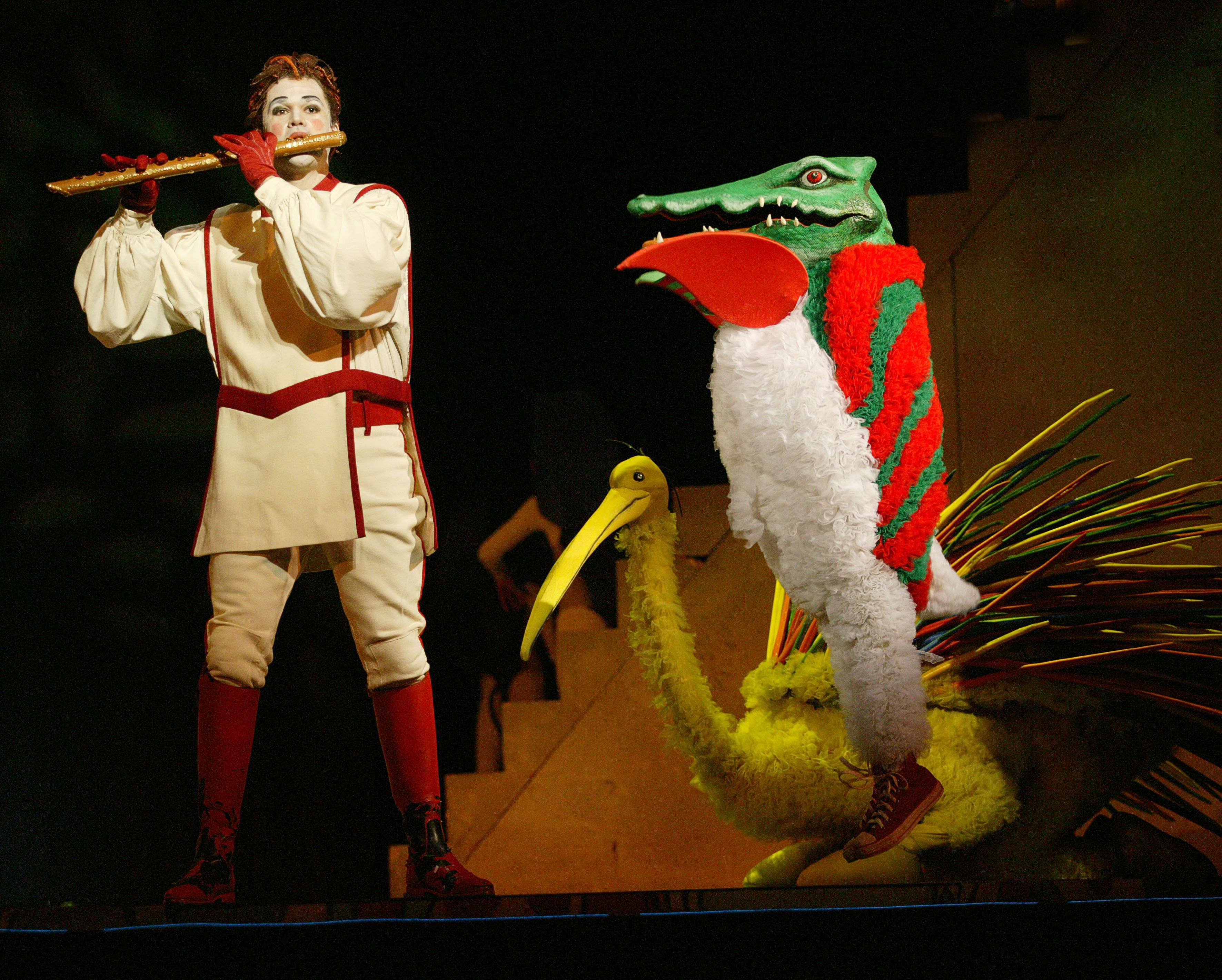
Тамино зачаровывает флейтой животных (сцена из новозеландской постановки 2006 года)

Партитура Моцарта включает:

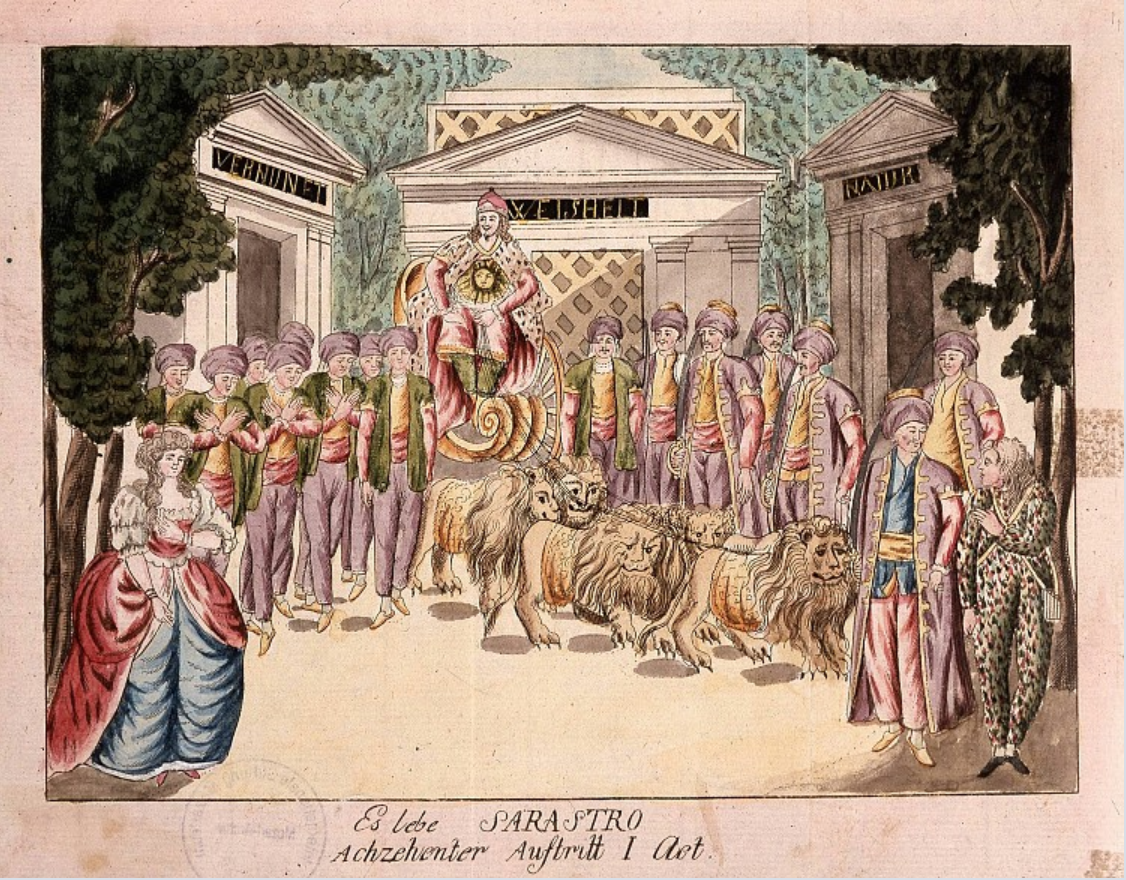
Прибытие Зарастро на колеснице (постановка в Брно, 1793)

- 2 флейты, 2 гобоя, 2 кларнета, 2 бассетгорна, 2 фагота
- 2 валторны, 2 трубы, 3 тромбона (альтовый, теноровый и басовый)
- Литавры, колокольчики
- Струнные

## Известные арии
- «O zittre nicht, mein lieber Sohn» (В страданьях дни мои проходят) — ария Царицы ночи
- «Der Hölle Rache kocht in meinem Herzen» (В груди моей пылает жажда мести) — вторая ария Царицы ночи
- «Ach, ich fühl’s, es ist verschwunden» (Всё прошло) — ария Памины
- «Dies Bildnis ist bezaubernd schön»[англ.] (Такой волшебной красоты) — ария Тамино
- «Der Vogelfänger bin ich ja» (Известный всем я птицелов) — ария Папагено
- «Ein Mädchen oder Weibchen» (Девчонку иль бабёнку желает Папагено) — ария Папагено
- «In diesen heil’gen Hallen» (Вражда и месть нам чужды) — ария Зарастро
- «O Isis und Osiris» (О вы, Изида и Осирис) — ария Зарастро
- «Alles fühlt der Liebe Freuden» (Каждый может наслаждаться) — ария Моностатоса

Примеры записей
- Увертюра
- Вторая ария Царицы ночи, Der Hölle Rache
- Вторая ария Царицы ночи, Der Hölle Rache (другая запись)
- Марш жрецов (начало второго акта)

## Постановки в России
- В России впервые опера «Волшебная флейта» поставлена немецкой труппой в 1797 года в Петербурге.
- 24 мая 1818 года — Большой театр, Петербург (Зарастро — Злов, Тамино — Самойлов, Царица ночи — Сандунова, Памина — Сосницкая, Папагено — Долбилов, позднее — О. Петров; Папагена — Лебедева);
- 3 февраля 1889 года — Большой театр, Москва (Зарастро — Бутенко, Тамино — Дмитрий Усатов, Старый жрец — Отто Фюрер, Царица ночи — Александра (Ядвига) Клямжинская, Памина — Мария Климентова-Муромцева, Папагено — Тютюнник). Возобновлена там же 27 января 1906 года (реж. Василевский, худ. Внуков и Лавдовский, дирижёр Авранек; Тамино — Боначич, Зарастро — Петров, Старый жрец — Власов, Царица ночи — Нежданова, Памина — Салина, Папагено — Тютюнник).

На советской сцене:
- 1934 — в концертном исполнении артистами Радиокомитета (дирижёр и постановщик Себастьян, вокальный ансамбль под руководством Свешникова; Тамино — Чекин, Памина — Аматова, Царица ночи — Муратова, Папагена — Муратова, Зарастро — Паляев, Старый жрец — Демьянов, Папагено — Абрамов).
- 1941 — в Ленинграде в концертном исполнении артистами Ленинградской филармонии (дирижёр Грикуров, реж. Каплан; Тамино — Чекин, Папагена — Тропина, Памина — Висленева, Папагено — Н. Бутягин, Зарастро — З. Аббакумов, Царица ночи — Таврог).

В постсоветский период:
- 2001 — Екатеринбургский государственный академический театр оперы и балета. Дирижёр-постановщик — Евгений Бражник. Режиссёр-постановщик — Павел Коблик. Художник-постановщик — Станислав Фесько. Хормейстер-постановщик — Вера Давыдова.
- 2004 — Башкирский государственный театр оперы и балета. Режиссёр — Уве Шварц, Германия, художник — Евгений Иванов, Германия.
- 2004 — Московский государственный академический Камерный музыкальный театр им. Б. А. Покровского. Режиссёр-постановщик Борис Александрович Покровский, дирижёр В. Агронский
- 2005 — Большой театр, Москва. Дирижёр-постановщик Стюарт Бэдфорд, режиссёр-постановщик Грэм Вик, художник-постановщик Пол Браун.
- 2006 — Татарский академический государственный театр оперы и балета им. М. Джалиля. Музыкальный руководитель — Мика Айшенхольц (Швеция), режиссёр-постановщик, сценограф — Андре Ботта (ЮАР). Царица ночи — Альбина Шагимуратова.
- 2006 — Московский театр «Новая опера», Режиссура, сценография и костюмы Ахим Фрайер, ассистент по сценографии Петра Вайкерт, ассистент по костюмам Елена Лукьянова, премьера 10 марта 2006 года.
- 2007 — Концертный зал Мариинского театра, Санкт-Петербург. Музыкальный руководитель — Валерий Гергиев. Режиссёр-постановщик — Ален Маратра. Художник-постановщик — Пьер-Ален Бертола. Художник по костюмам — Мирей Дессанжи. Художник по свету — Евгений Ганзбург. Ответственный концертмейстер — Лариса Гергиева. Ответственный хормейстер — Павел Петренко.
- 2022 — Мариинский театр[4]

## Избранная дискография
(солисты даются в следующем порядке: Тамино, Памина, Папагено, Царица ночи, Зарастро)
- 1936 — Дир. Томас Бичем; солисты: Хельге Росвенге, Тиана Лемниц, Герхард Хюш, Эрна Бергер, Вильгельм Штринц; Берлинский филармонический оркестр.
- 1947 — Дир. Курт Зандерлинг; солисты: Лев Ашкенази, Надежда Казанцева, Георгий Абрамов, Дебора Пантофель-Нечецкая, Сергей Красовский; оркестр Всесоюзного радио.
- 1951 — Дир. Вильгельм Фуртвенглер; солисты: Антон Дермота, Ирмгард Зеефрид, Эрих Кунц, Вильма Липп, Йозеф Грайндль; Венский филармонический оркестр.
- 1952 — Дир. Герберт фон Караян; солисты: Николай Гедда, Элизабет Шварцкопф, Джузеппе Таддеи, Рита Штрайх, Марио Петри; оркестр Итальянского радио (RAI Roma).
- 1954 — Дир. Ференц Фричаи; солисты: Эрнст Хефлигер, Мария Штадер, Дитрих Фишер-Дискау, Рита Штрайх, Йозеф Грайндль; оркестр RIAS, Берлин.
- 1956 — Дир. Бруно Вальтер; солисты: Брайан Салливан, Люсин Амара, Теодор Апман, Роберта Петерс, Джером Хайнс; хор и оркестр Метрополитен-опера, Нью-Йорк.
- 1964 — Дир. Отто Клемперер; солисты: Николай Гедда, Гундула Яновиц, Вальтер Берри, Луция Попп, Готлоб Фрик; оркестр Филармония, Лондон.
- 1964 — Дир. Карл Бём; солисты: Фриц Вундерлих, Эвелин Лир, Дитрих Фишер-Дискау, Роберта Петерс, Франц Красс; Берлинский филармонический оркестр.
- 1969 — Дир. Георг Шолти; солисты: Стюарт Берроуз, Пилар Лоренгар, Герман Прей, Кристина Дойтеком, Мартти Талвела; Венский филармонический оркестр.
- 1973 — Дир. Вольфганг Заваллиш; солисты: Петер Шрайер, Аннелизе Ротенбергер, Вальтер Берри, Эдда Мозер, Курт Молль; оркестр Баварской национальной оперы.
- 1983 — Дир. Георг Шолти; солисты: Фредерика фон Штаде, Кири Те Канава, Курт Молль, Луция Попп; Лондонский филармонический оркестр. Премия «Грэмми» в номинации «Лучшая запись оперы»[5].
- 1988 — Дир. Николаус Арнонкур; солисты: Ханс Петер Блохвиц, Барбара Бонней, Антон Шарингер, Эдита Груберова, Матти Салминен; оркестр Цюрихской оперы.
- 1991 — Дир. Джеймс Ливайн; солисты: Франсиско Арайса, Кэтлин Бэттл, Манфред Хемм, Лучана Серра, Курт Молль; оркестр Метрополитен Опера.
- 2005 — Дир. Клаудио Аббадо; солисты: Кристоф Штрель, Доротея Рёшман, Ханно Мюллер-Брахман, Эрика Миклоша, Рене Папе; Малеровский камерный оркестр.

## Избранные видеозаписи
(солисты даются в следующем порядке: Тамино, Памина, Папагено, Царица ночи, Зарастро)
- 1971 — Реж. Питер Устинов, дир. Хорст Штайн; солисты: Николай Гедда, Эдит Матис, Уильям Воркман, Кристина Детеком, Ханс Зотин, Дитрих Фишер-Дискау (Рассказчик), Курт Молль (Первый вооружённый воин); хор и оркестр Гамбургской оперы;
- 1991 — Реж. Джон Кокс, дир. Джеймс Ливайн; солисты Франсиско Арайса, Кэтлин Бэттл, Манфред Хемм, Лучана Серра, Курт Молль; хор и оркестр Метрополитен-опера;
- 2001 — Реж. Бенно Бессон, дир. Иван Фишер; солисты Пётр Бечала, Доротея Рёшман, Детлеф Рот, Дезире Ранкаторе, Матти Салминен; оркестр Парижской оперы;
- 2007 — Реж. Мартин Кушей, дир. Николаус Арнонкур; солисты Кристоф Штрель, Юлия Кляйтер, Рубен Дрол, Елена Мошук, Матти Салминен; хор и оркестр Оперы Цюриха;
- 2018 — Реж. Лидия Штайер, дир. Константинос Каридис; солисты Мауро Петер, Кристиан Карг, Адам Плачетка, Эмма Посман, Маттиас Гёрне, Клаус Мария Брандауэр (дедушка, разговорная роль); Венский филармонический оркестр; Зальцбургский фестиваль.

## В астрономии
- Астероид (471) Папагена, открытый в 1901 году немецким астрономом Максом Вольфом, назван в честь персонажа оперы Папагены.
- Астероид (539) Памина, открытый в 1904 году немецким астрономом Максом Вольфом, назван в честь персонажа оперы Памины